# Kenozeromeer
Het Kenozeromeer (Russisch: Кенозеро) is een meer in het zuidwesten van de oblast Archangelsk in het Europees deel van Rusland. Het meer ligt centraal in het 1.396,63 km² grote nationaal park Kenozero, wat een biosfeerreservaat onder UNESCO's Mens- en Biosfeerprogramma (MAB).
Het Kenozeromeer heeft een oppervlakte van 68,6 km², daarmee is het niet het grootste meer in de oblast, dat is het iets zuidelijker gelegen 365 km² grote Latsjameer. Het Kenozeromeer watert af via de Kena, een linkerzijrivier van de Onega, een stroom die uitmondt in de Witte Zee.
Het meer heeft een complexe vorm en bestaat in feite uit drie meren die met elkaar verbonden zijn door rechte stukken: het eigenlijke Kenozeromeer, het Svinoye-meer en het Dolgoye-meer. De vorm wordt bepaald door het feit dat het meer zich in de kloof van de aardkorst bevindt, in tegenstelling tot andere meren in het nationaal park Kenozero, die allemaal van glaciale oorsprong zijn. Er zijn meer dan 70 eilanden in het Kenozeromeer, met een gezamenlijke oppervlakte van 20,9 km².
Er zijn een tiental dorpen aan de oever van het meer, waarvan de grootste Vershinino en Pershlakhta zijn. De weg verbindt de noordelijke oever (in het bijzonder Ust-Pocha, Vershinino en Pershlakhta) met Onezhsky Trakt, de weg die Kargopol via Plesetsk met Yemetsk verbindt.
Het meer speelt een belangrijke rol, en werd ook internationaal bekend door de film De witte nachten van postbode Aleksej Trjapitsyn van Andrej Kontsjalovski uit 2014.

## Werelderfgoed
De omgeving van het meer, met een oppervlakte van 710 km² werd in 2024 tijdens de 46e sessie van de UNESCO Commissie voor het Werelderfgoed erkend als cultuurerfgoed en als "Cultureel landschap van het Kenozeromeer" toegevoegd aan de werelderfgoedlijst. De rest van het nationaal park Kenozero werd hierbij als bufferzone aan de erkenning toegevoegd.
Het gebied werd erkend omwille van het lokale culturele landschap dat zich hier vanaf de 12e eeuw ontwikkelde, na de geleidelijke Slavische kolonisatie, die begon met de komst van de Pomoren. Het omvat een aantal traditionele landelijke nederzettingen met lokale houten architectuur en weerspiegelt het gemeenschappelijke beheer van landbouw en natuur dat zich ontwikkelde toen de inheemse Fins-Oegrische boscultuur samensmolt met de traditionele Slavische veldcultuur. Houten kerken en andere religieuze gebouwen, oorspronkelijk versierd met beschilderde plafonds, of "hemelen", zijn de belangrijkste sociale, culturele en visuele bezienswaardigheden van het gebied. Hun ruimtelijke organisatie, samen met heilige plaatsen en symbolen, benadrukken de spirituele verbondenheid van de bewoners met deze omgeving. Veel kapellen werden al gerestaureerd met financiële steun van de Noorse regering, ook omwille van de Scandinavische hemelen, met heiligen beschilderde plafonds, iets wat uniek is voor de kapellen van deze regio en wat verder nergens in Rusland wordt aangetroffen.
Dal van de Bikinrivier (met Centraal Sichote-Alingebergte) · Koerse Schoorwal · Ensemble van het Ferapontovklooster · Gouden bergen van Altaj · Hemelvaartskerk, Kolomenskoje · Historisch en architectonisch complex van het Kremlin van Kazan · Kizji Pogost · Baikalmeer · Citadel, oude stad en vestingwerken van Derbent · Historische monumenten van Novgorod en omgeving · Kremlin en Rode Plein, Moskou · Ensemble van het Novodevitsjiklooster · Historisch centrum van Sint-Petersburg en bijbehorende groepen van monumenten · Cultureel en historisch ensemble van de Solovetski-eilanden · Geodetische boog van Struve · Architectonisch ensemble van de Triniti Sergius Lavra in Sergiev Posad · Uvs Nuurbekken · Maagdelijke wouden van Komi · Vulkanen van Kamtsjatka · Westelijke Kaukasus · Witte monumenten van Vladimir en Soezdal · Natuurlijk systeem van het Wrangel-eilandreservaat · Historisch centrum van de stad Jaroslav · Historisch en archeologisch complex van Bolgar · Landschappen van Daurië · Hemelvaartkathedraal en -klooster van het dorpseiland Svijasjk · Kerken van de architectuurschool van Pskov · Petrogliefen van het Onegameer en de Witte Zee · Cultureel landschap van het Kenozeromeer